# Alfa Romeo Giulia
Alfa Romeo Giulia (serie 105) är en personbil, tillverkad av den italienska biltillverkaren Alfa Romeo mellan 1962 och 1978. Den öppna modellen Spider fortsatte att tillverkas till 1993 och var då den sista kvarvarande Alfan med bakhjulsdrift. Bilen är en större ersättare till Alfa Romeo Giulietta. Tekniken bygger i stort på företrädaren, men Giulian fick bland annat en ny framhjulsupphängning, femväxlad växellåda och servoassisterade skivbromsar runt om. De första årgångarna hade en 1,6-liters motor, där Giulietta fick nöja sig med en 1,3 liter. Med åren kom sedan motorer upp till två liter. Likt företrädaren byggdes Giulian i ett flertal olika kaross-varianter.

## Motorer
Giulian såldes med Alfas klassiska fyrcylindriga twincam-motor i en rad varianter:
| Modell      | Cylindervolym | Förgasare    | Kompression | Effekt     | Version                 |
| ----------- | ------------- | ------------ | ----------- | ---------- | ----------------------- |
| 1300 TI     | 1290 cm³      | Enkel Solex  | -           | 82 hk      | Berlina                 |
| 1300 Super  | 1290 cm³      | Dubbla Weber | 9,1:1       | 89 hk      | Berlina, Sprint, Spider |
| 1600 TI     | 1570 cm³      | Enkel Solex  | 9,0:1       | 92 hk      | Berlina                 |
| 1600 Super  | 1570 cm³      | Dubbla Weber | 9,0:1       | 98-102 hk  | Berlina                 |
| 1600 Veloce | 1570 cm³      | Dubbla Weber | 9,0:1       | 109-112 hk | Sprint, Spider          |
| 1750        | 1779 cm³      | Dubbla Weber | 9,0:1       | 118 hk     | Berlina, Sprint, Spider |
| 2000        | 1962 cm³      | Dubbla Weber | 9,0:1       | 132 hk     | Berlina, Sprint, Spider |

## Berlina/Giardinetta
Sedan-versionen Berlina tillverkades i 564 500 exemplar mellan 1962 och 1978. Liksom hos företrädaren tillverkade karossmakaren Colli en kombi-version, Giardinetta. Hjulbasen är 2,51 m, att jämföra med Giuliettans 2,38 m.
Berlinan genomgick en omfattande ansiktslyftning 1974, med ny front och akter samt ny inredning och marknadsfördes därefter som Giulia Nuova.
- 1300: tillverkad mellan 1964 och 1978, sedan Giuliettan lagts ned.
- 1600: tillverkad mellan 1962 och 1978.
- 1600 TI Super: sportversion avsedd för standardbilsracing, tillverkad i 501 exemplar mellan 1963 och 1964, bestyckad med Veloce-motor.
- Diesel: tillverkad mellan 1976 och 1978, med dieselmotor inköpt från Perkins.

## 1750/2000 Berlina
- Se vidare under huvudartikeln: Alfa Romeo 1750.

När Alfa lade ned produktionen av den sexcylindriga 2600, baserade man efterträdaren på Giulia-teknik. Både kaross och motor är större än hos Giulian. Bilen är formgiven av Bertone och tillverkades i 191 700 exemplar mellan 1967 och 1977. Hjulbasen är 2,57 m.
- 1750: tillverkad mellan 1967 och 1972.
- 2000: tillverkad mellan 1972 och 1977.

## Sprint/Sprint Speciale/Spider (serie 101)
Bertones båda Sprint-versioner och Pininfarinas Spider bytte namn till Giulia och uppgraderades med den större 1,6-litersmotorn 1962, men räknas till den äldre Giulietta-serien 101. Bilarna tillverkades mellan 1962 och 1965.
- Sprint: första årsmodellen hade 1570 cc motorn, men från 1963 gick man tillbaka till den mindre 1290 cc motorn, för att inte konkurrera med Sprint GT. 9 000 st tillverkade.
- Spider: 10 500 st tillverkade.
- Sprint Speciale: 1 400 st tillverkade.

## Sprint GT/GTV/GTJ
Bertone fick förtroendet att formge den fyrsitsiga coupé-versionen Sprint GT, efterträdaren till den lyckade Giulietta Sprint. Bilen, som ofta kallas ”Bertone-kupén”, tillverkades i Alfas nya fabrik i Arese i 225 000 exemplar mellan 1963 och 1977. Hjulbasen är 2,35 m.
- 1300 GTJunior: efterträdde den äldre Sprinten och tillverkades mellan 1966 och 1977.
- Sprint GT: tillverkad mellan 1963 och 1968.
- 1600 GTJunior: tillverkad mellan 1972 och 1977.
- 1750 GTV: tillverkad mellan 1968 och 1972.
- 2000 GTV: tillverkad mellan 1971 och 1977.
- Sprint GTC: fyrsitsig cabriolet, tillverkad av Carrozzeria Touring i 946 exemplar mellan 1965 och 1966.
- GTA: Alfas vapen i kampen med BMW i standardbilsracing. För att spara vikt var de flesta karosspanelerna gjorda av aluminium och ”A” i ”GTA” står för ”Alleggerita”, som betyder just ”lättad”. Bilen fanns med motorer på 1.3, 1.6 och 2 liter för olika klasser och tillverkades i 1 400 exemplar mellan 1965 och 1976.

Se även: 
- Alfa Romeo Giulia GTA.

## Tubolare Zagato
- Se vidare under huvudartikeln: Alfa Romeo Giulia TZ.

Den här varianten togs fram hos Alfa Romeos racingavdelning Autodelta för seriös sportvagnsracing, där huvudkonkurrenten hette Porsche. Bilen hade en fackverksram, uppbyggd av tunna rör (därav ”Tubolare”), som kläddes med kaross från Zagato. Till skillnad från övriga Giulior hade TZ individuell bakhjulsupphängning.
- TZ1: tillverkad i 112 exemplar mellan 1963 och 1964, med aluminiumkaross. Några TZ1:or såldes i gatversion med 1600 Veloce-motor.
- TZ2: tillverkad i 12 exemplar mellan 1964 och 1965, med kaross i glasfiberarmerad plast.

## Spider Duetto
Pininfarina formgav och byggde sedan roadster-versionen Spider i 125 000 exemplar mellan 1966 och 1993. Tillnamnet Duetto, som försvann ganska så snabbt, var det vinnande förslaget i en namngivningstävling och syftar på det återkommande temat ”två”: två kamaxlar, två förgasare, två sittplatser. Hjulbasen är 2,25 m.
Under sin långa produktionstid genomgick Spidern ett flertal ansiktslyftningar. 1970 byttes de första årgångarnas rundade bagagerum ut mot en avhuggen, fyrkantig akter. 1983 ändrades fronten med större stötfångare och en spoiler. 1990 moderniserades både front och akter, vilket gav bilen en helt ny karaktär.
- 1300 Spider Junior: tillverkad mellan 1968 och 1978.
- Spider Duetto: tillverkad mellan 1966 och 1968.
- 1600 Spider Junior: tillverkad mellan 1972 och 1992.
- 1750 Spider Veloce: tillverkad mellan 1968 och 1972.
- 2000 Spider Veloce: tillverkad mellan 1971 och 1993.

Se även:
- Alfa Romeo Spider

## Junior Zagato
Den tvåsitsiga coupé-versionen Junior Z byggdes av Zagato i 1 510 exemplar mellan 1969 och 1975. Hjulbasen är 2,25 m.
- 1300 Junior Z: tillverkad mellan 1969 och 1972.
- 1600 Junior Z: tillverkad mellan 1972 och 1975.

## Bilder

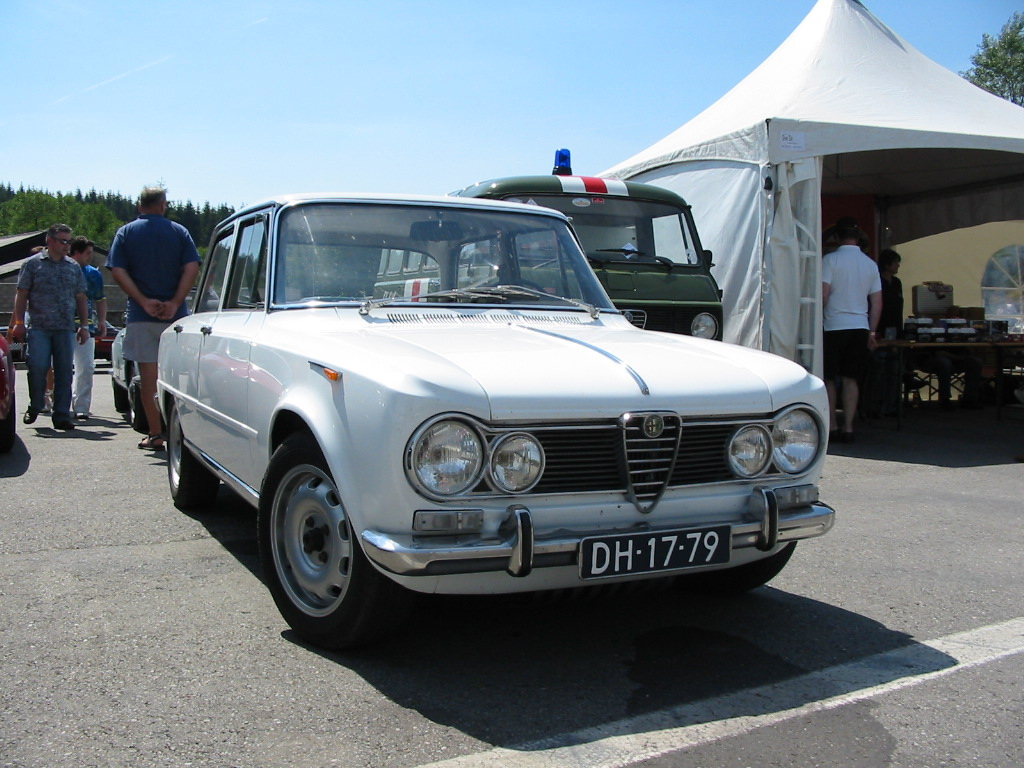
Giulia Berlina
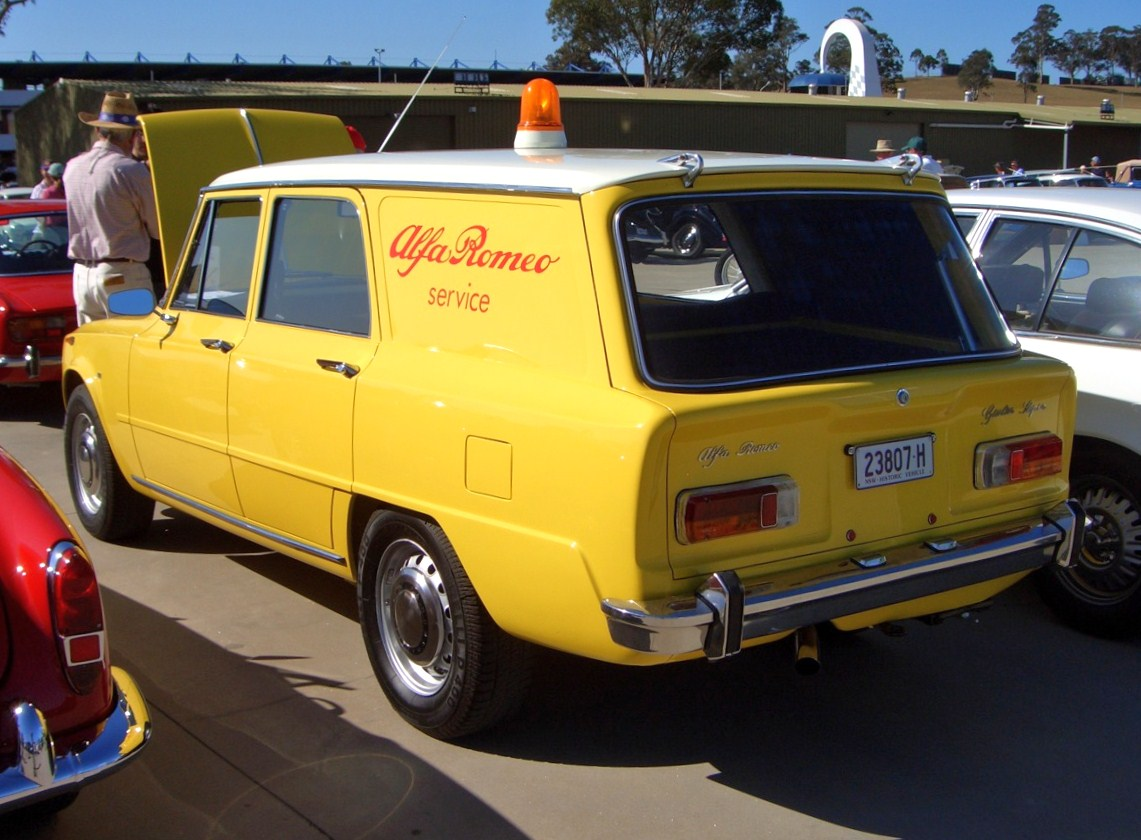
Giulia Giardinetta
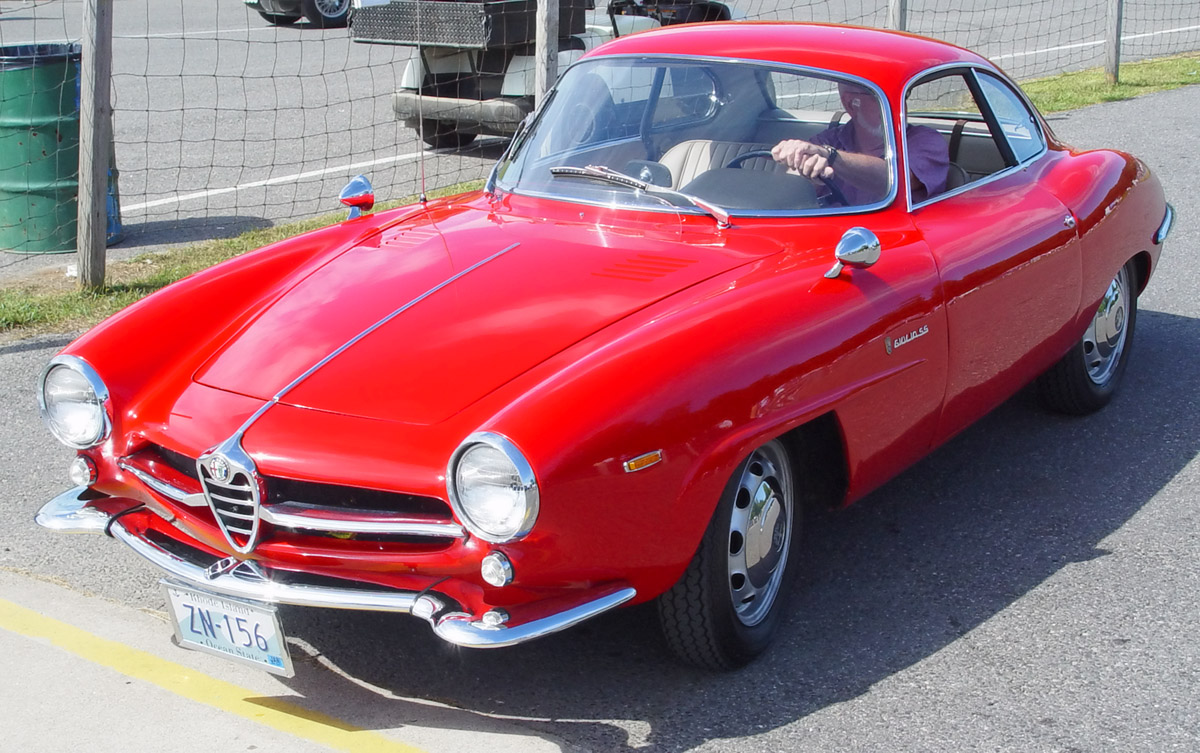
Giulia SS
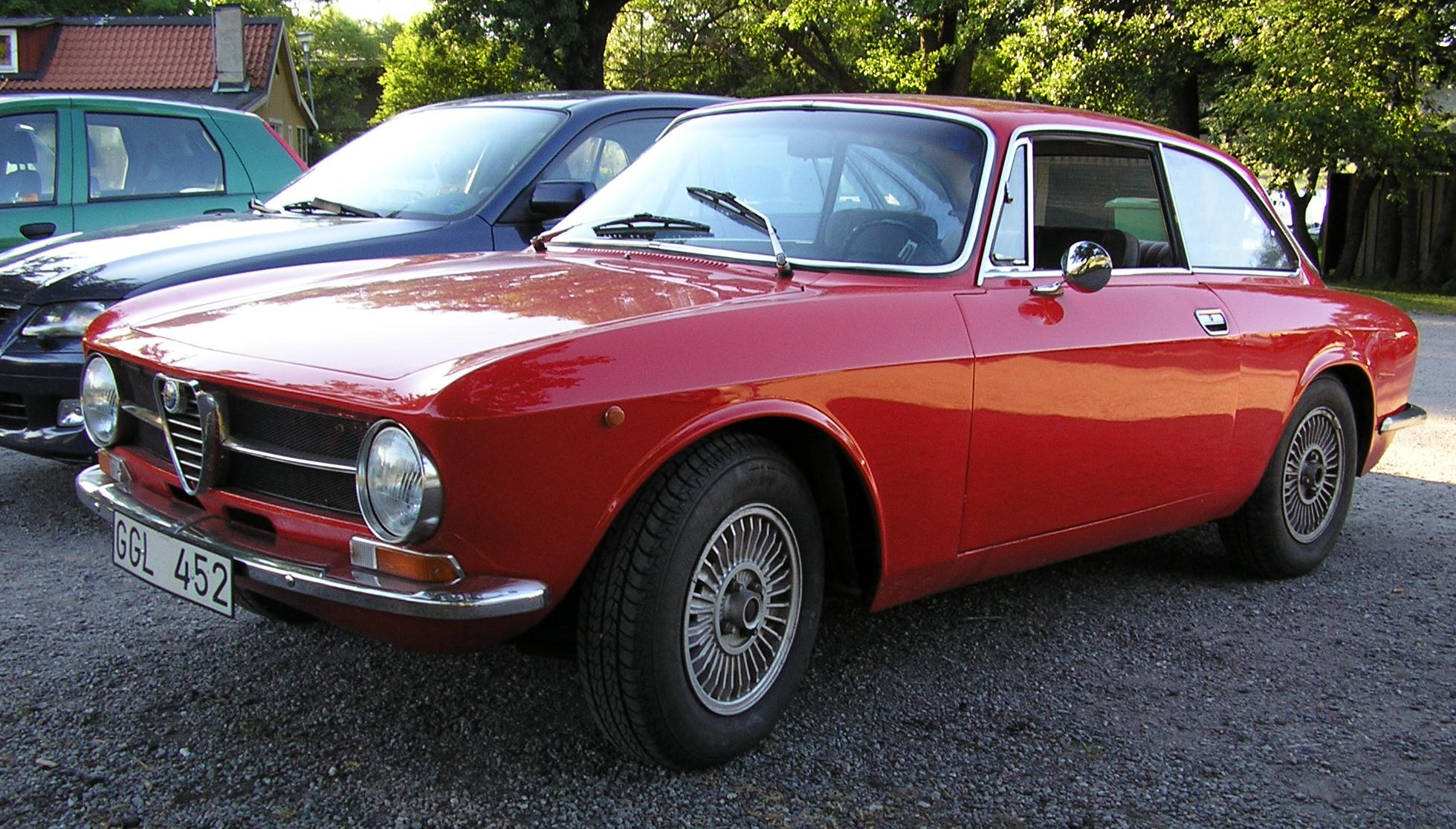
1300 GTJunior
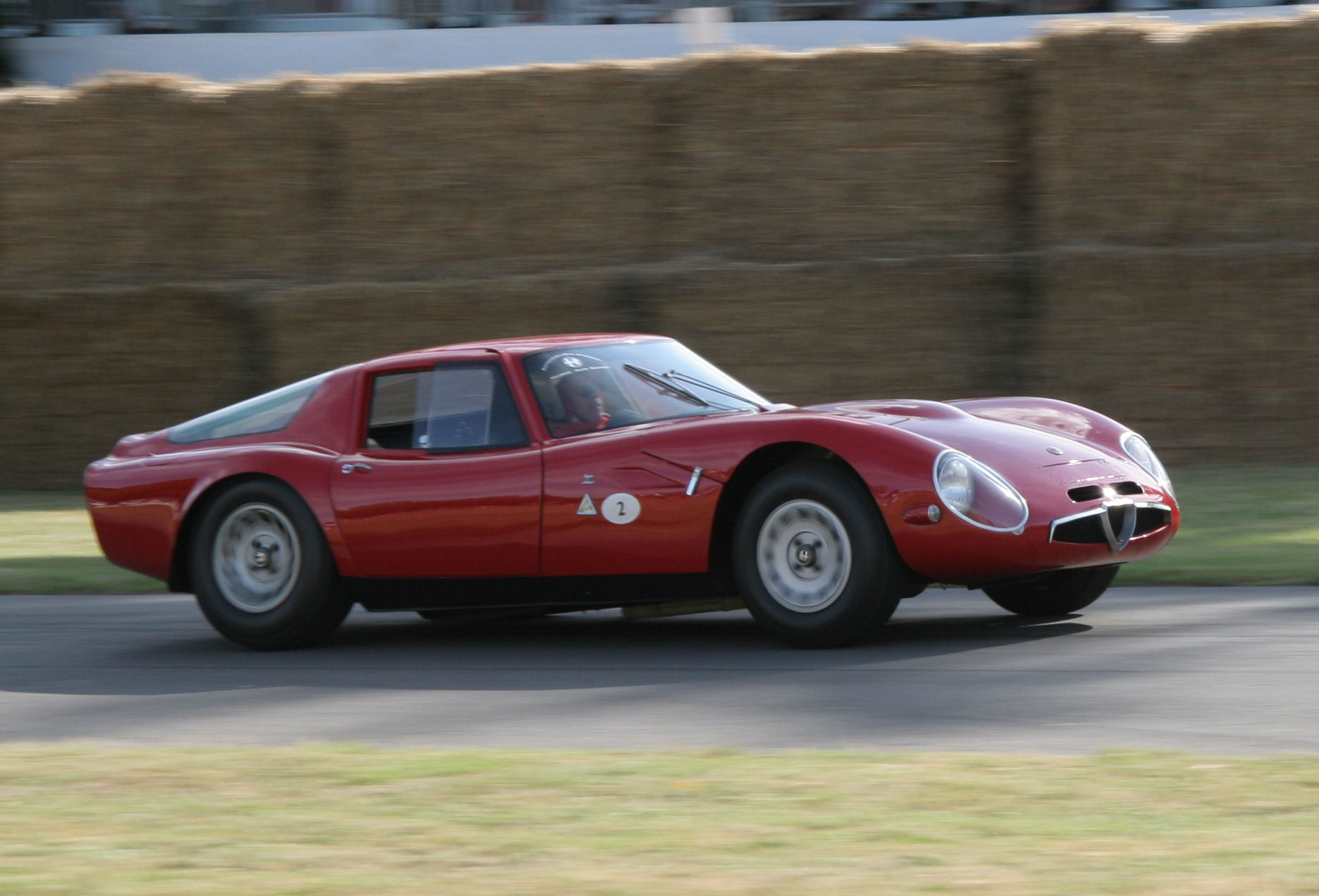
Giulia TZ2
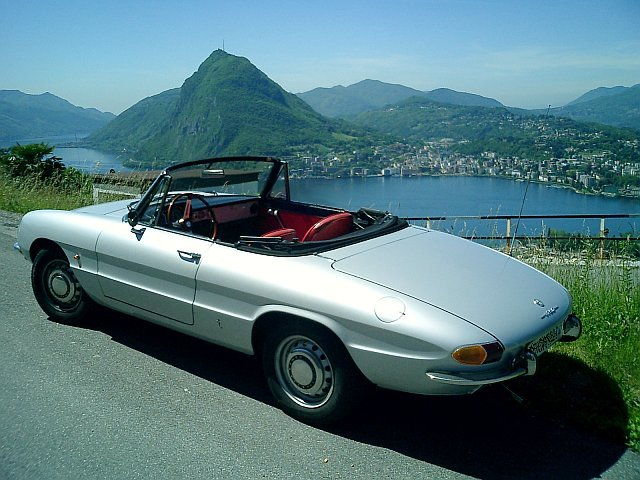
1750 Spider Veloce
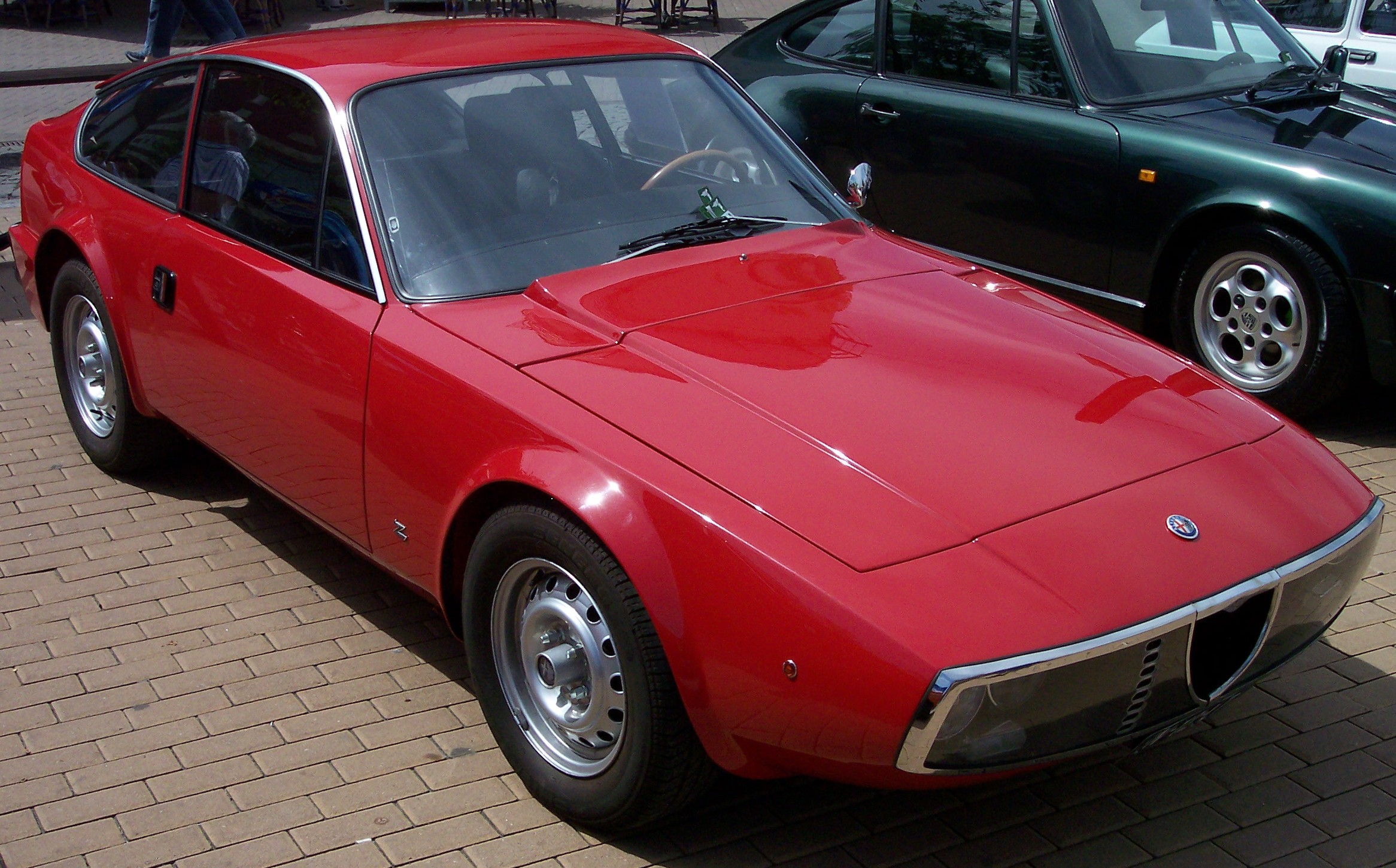
1600 Junior Z